# Esbjergmotorvejen
Esbjergmotorvejen er en motorvej i Jylland mellem (Kolding Vest – Esbjerg Syd) og er en del af E20.
Motorvejen blev færdiggjort i 1998, og går bl.a. forbi Esbjerg Lufthavn, hvortil der siden 2012 er afkørsler i begge retninger.
Forud for anlæggelsen foranstaltede man arkæologiske udgravninger. 
Fem gravhøje ved Lejrskov blev udgravet i 1995.
Omkring Trældiget, som motorvejen krydser, blev der også udgravet.
Ved trafikforliget den 29. januar 2009 blev man enige om at lave en ca. 3 km omfartsvej syd om Esbjerg, så den tunge trafik der kom fra Esbjergmotorvejen og skulle ned til Esbjerg Havn, ikke skulle køre igennem Esbjerg for at komme der ned. Omfartsvejen stod færdig den 21 juni 2012.

## Historie
| Motorvejsetaper | Motorvejsetaper | Motorvejsetaper     | Motorvejsetaper | Motorvejsetaper | Motorvejsetaper | Motorvejsetaper | Motorvejsetaper |
| Fra             | Frakørsel       | Til                 | Frakørsel       | Vejbaner        | Kilometer       | Åbningsår       | Bemærkninger    |
| --------------- | --------------- | ------------------- | --------------- | --------------- | --------------- | --------------- | --------------- |
| Vejen           | 68              | Holsted             | 70              | 4               |                 | 1996            |                 |
| Holsted         | 70              | Skads               | 74              | 4               |                 | 1997            |                 |
| Skads           | 74              | Esbjerg S Rute (24) |                 | 4               |                 | 1997            |                 |
| Kolding V       | 64              | Vejen               | 68              | 4               |                 | 1998            |                 |